# Bryodemella orientale
Bryodemella orientale är en insektsart som först beskrevs av Bei-bienko 1930.  Bryodemella orientale ingår i släktet Bryodemella och familjen gräshoppor.

## Underarter
Arten delas in i följande underarter:
- B. o. orientale
- B. o. simulans